# Serra de l'Obac (Artesa de Segre)
La Serra de l'Obacés una serra situada entre els municipis d'Artesa de Segre i Vilanova de Meià a la comarca de la Noguera, amb una elevació màxima de 785 metres.